# Lonnie Hillyer
Lonnie Hillyer (* 25. März 1940 in Monroe (Georgia); † 1. Juli 1985 in New York City) war ein US-amerikanischer Jazztrompeter.
Hillyer begann im Alter von 14 beim Detroiter Pianisten Barry Harris. 1960 zog er nach New York, nahm mit Yusef Lateef auf und schloss sich der Gruppe von Charles Mingus an, mit dem er mehr als zehn Jahre zusammenarbeitete, u. a. solistisch zu hören auf Music Written for Monterey (1965), dem Bigband-Album Let My Children Hear Music von 1971 und beim Konzert-Mitschnitt Charles Mingus and Friends in Concert von 1972. Gemeinsam mit dem Saxophonisten Charles McPherson, den er bereits aus Detroit kannte, leitete er ein Quintett, mit dem er auch aufnahm.
Hillyer starb an Krebs und hinterließ seine Frau Maxine, seinen Sohn, Lonnie Darryl Hillyer (der als Bassgitarrist im Rockbereich tätig ist), und seine Tochter Hadiya.